# Titan IIIA
O Titan IIIA, foi um veículo de lançamento descartável de origem Norte americana para testar o Transtage. Esta foi a primeira versão versão do míssil SM-68 Titan, fabricado pela Martin Marietta, utilizado como veículo lançador.
Esse modelo, foi lançado apenas quatro vezes, duas em 1964 e duas em 1965. Os dois lançamentos realizados em 1965, colocaram em órbita os dois primeiros satélites da família Lincoln Experimental Satellite, do MIT.

## Histórico de lançamentos
| Data/Hora (GMT)                  | Nº de série | Carga       | Resultado | Comentários                                                 |
| -------------------------------- | ----------- | ----------- | --------- | ----------------------------------------------------------- |
| 1 de Setembro de 1964 15:00:06   | 3A-2        | N/A         | Falhou    | Voo de teste do Transtage O Transtage falhou em pressurizar |
| 10 de Dezembro de 1964 16:52:33  | 3A-1        | N/A         | Sucesso   | Voo de teste do Transtage                                   |
| 11 de Fevereiro de 1965 15:19:05 | 3A-3        | LES-1       | Sucesso   |                                                             |
| 6 de Maio de 1965 15:00:03       | 3A-4        | LES-2/LCS-1 | Sucesso   |                                                             |